# Phlegra levis
Phlegra levis là một loài nhện trong họ Salticidae.
Loài này thuộc chi Phlegra. Phlegra levis được Maciej Próchniewicz & Heciak miêu tả năm 1994.